# Liste des abbés de Cadouin
Liste des abbés de l’ancienne abbaye cistercienne de Cadouin située à Cadouin,  commune de Buisson-de-Cadouin, (Dordogne, France).

## Liste des abbés
Liste des abbés donnée par l'abbé Lespine dans Abbayes du diocèse de Sarlat
L'abbaye de Cadouin a d'abord été fondée comme un ermitage par Géraud de Sales. Géraud de Sales a transformé l'ermitage en abbaye en 1119, avec comme premier abbé un moine venant de l'abbaye de Pontigny.
1. Henri, premier abbé régulier, 1119.
2. Geraldus, 1135.
3. Arnulphus, 1155.
4. Petrus, 1179.
5. Armandus, 1202.
6. Constantinus, 1214.
7. Stephanus, 1247.
8. Helias, 1257.
9. Guilhermus Bernardi, 1264.
10. Raymundus, 1289.
11. Guillermus Roberti, 1300.
12. Petrus de Bayonno, 1305.
13. Petrus de Conchis, 1320.
14. Petrus de Lacropta, 1332.
15. Hugo, 1337.
16. Hugo, ou Anne, 1348.
17. Geraldus de Bonafon, 1388.
18. Bertrandus de Molinis, Bertrand du Moulin, il transfère à Toulouse le suaire de Cadouin en 1392, cité en 1399.
19. Fortius Fabri, 1404.
20. Jacobus de Lanis, élu et pourvu en 1414.
21. Pierre de Gain, ancien, 1455. Ledit frère Pierre de Gaing, a résigné à son neveu[3].
22. Pierre de Gain, en 1473, il a reconstruit le cloître grâce au don fait par Louis XI en 1482.
23. Joannes Bonnau, 1506, premier abbé confidentiaire.
24. Godefridus d’Estissac, était abbé 1518 jusque l’an 1548.
25. Odet d'Avaugour, dit Odet de Bretaigne, évêque de Saintes de 1544 à 1548, audit en 1548 jusqu'en 1557.
26. Jacobus Sa…, 1558, jusqu'en 1566.
27. Stephanus de Gontault, 1566.
28. Petrus Martin, 1578, abbé confidentiaire, meurt en 1589 ou 1590.
(Vacant pendant 14 ans)
29. Claudius Ramade, 1604, abbé confidentiaire.
30. Petrus his Vallada Novallis, 1612.
31. Henri de Béthune, 1630.
32. Jacobus IV des Aigues, 1642.
33. Joseph de Secondat de Montesquiou, 1648.
34. Ludovicus d’Arrodes.
35. Pierre Mary, abbé régulier nommé par le roi en 1666.
36. Thomas de Serignan, abbé commendataire, 1696, mort en 1722.
37. Jean-Louis de Gontaut, 5e duc de Biron, pair de France, abbé commendataire de Moissac et de Cadouin, mort en 1772.
38. Paul Florent Alain de Solminihac, dernier abbé commendataire de Cadouin, jusqu'en 1791, vicaire général de Cahors, mort en 1807.